# Wereldkampioenschappen synchroonzwemmen 2017 – Vrije combinatie
De vrije combinatie voor teams tijdens de wereldkampioenschappen synchroonzwemmen 2017 vond plaats op 20 en 22 juli 2017 in het Városliget in Boedapest.

## Uitslag
Finalisten zijn de eerste 12 genoemde deelnemers, aangegeven met groen.
| Rang   | Land        | Voorronde | Voorronde | Finale        | Finale        |
| Rang   | Land        | Punten    | Rang      | Punten        | Rang          |
| ------ | ----------- | --------- | --------- | ------------- | ------------- |
| Goud   | China       | 95.5333   | 1         | 96.1000       | 1             |
| Zilver | Oekraïne    | 93.1667   | 2         | 94.0000       | 2             |
| Brons  | Japan       | 92.9667   | 3         | 93.2000       | 3             |
| 4      | Italië      | 90.7333   | 4         | 91.6667       | 4             |
| 5      | Spanje      | 90.2000   | 5         | 90.6667       | 5             |
| 6      | Mexico      | 87.5333   | 6         | 88.7333       | 6             |
| 7      | Griekenland | 86.0000   | 7         | 87.0000       | 7             |
| 8      | Frankrijk   | 85.3000   | 8         | 85.0667       | 8             |
| 9      | Noord-Korea | 84.3333   | 9         | 84.2000       | 9             |
| 10     | Wit-Rusland | 82.3667   | 10        | 83.4000       | 10            |
| 11     | Zwitserland | 81.7333   | 11        | 82.0333       | 11            |
| 12     | Kazachstan  | 81.0333   | 12        | 82.0000       | 12            |
| 13     | Duitsland   | 79.1000   | 13        | Uitgeschakeld | Uitgeschakeld |
| 14     | Oezbekistan | 76.8333   | 14        | Uitgeschakeld | Uitgeschakeld |
| 15     | Slowakije   | 75.4667   | 15        | Uitgeschakeld | Uitgeschakeld |
| 16     | Macau       | 71.0000   | 16        | Uitgeschakeld | Uitgeschakeld |